# Moshe Dwek
Moshe Dwek (en hébreu : משה דויק), né à Alep en 1931, est un Israélien condamné pour un attentat commis en 1957 sur le bâtiment de la Knesset, le Parlement israélien.

## Biographie
Le 29 octobre 1957, durant une session de la Knesset, il lance du balcon une grenade volée durant son service militaire. L'explosion de la grenade blesse grièvement le ministre des religions Haim-Moshe Shapira, membre du Parti national religieux. Les ministres David Ben Gourion, Golda Meir et Moshe Carmel sont touchés par des éclats. La grenade visait Ben Gourion et Golda Meir.
Le geste de Moshe Dwek n'est apparemment pas motivé par des questions politiques. Il est décrit comme psychologiquement déséquilibré : un groupe d'experts estime qu'il est apte à être jugé, et il est condamné à 15 ans de prison. Il passe une partie de son incarcération dans un hôpital psychiatrique. Les demandes pour un nouveau procès sont rejetées. Après 10 ans, Dwek demande un pardon, mais sa requête est refusée.
Après l'attaque, Ben Gourion écrit une lettre personnelle à ses parents, qui vivaient dans une cabane, sans électricité, dans un village près de Tel Aviv. Ils ne parlaient que l'arabe et la lettre a été traduite pour eux.
Moshe Dwek crée par la suite son propre parti politique, qu'il nomme Tarshish, et participe aux élections pour la Knesset en 1988. Le parti appelle à mettre fin à l'hégémonie ashkénaze, en intégrant les séfarades et les Juifs Mizrahim en leur donnant la moitié de tous les ministères, ainsi qu'une large représentation à la Knesset, dans les municipalités et à l'Agence juive.